# La Chapelle-Saint-Sauveur (Saona e Loira)
La Chapelle-Saint-Sauveur è un comune francese di 711 abitanti situato nel dipartimento della Saona e Loira nella regione della Borgogna-Franca Contea.

## Società

### Evoluzione demografica
Abitanti censiti